# 東南アジア競技大会野球競技
東南アジア競技大会における野球競技（とうなんあじあきょうぎたいかいにおけるやきゅうきょうぎ）は、2005年のフィリピン大会で初開催された。

## 結果
東南アジア競技大会野球競技でメダルを獲得しているのはこれまでフィリピン、タイ、インドネシアの3ヶ国だけである。
| 年   | 開催国       | 金メダル   | 銀メダル     | 銅メダル     | 4位          | 5位        | 6位        |
| ---- | ------------ | ---------- | ------------ | ------------ | ------------ | ---------- | ---------- |
| 2005 | フィリピン   | フィリピン | タイ         | インドネシア | ミャンマー   | マレーシア |            |
| 2007 | タイ         | タイ       | フィリピン   | インドネシア | ミャンマー   | マレーシア | カンボジア |
| 2011 | インドネシア | フィリピン | インドネシア | タイ         | ベトナム     | マレーシア |            |
| 2019 | フィリピン   | フィリピン | タイ         | インドネシア | シンガポール | カンボジア |            |

| スタブアイコン | サブスタブ | この項目は、まだ閲覧者の調べものの参照としては役立たない、スポーツに関連した書きかけの項目です。この項目を加筆・訂正などしてくださる協力者を求めています（P:スポーツ/PJ:スポーツ）。 |